# All eyes on Rafah

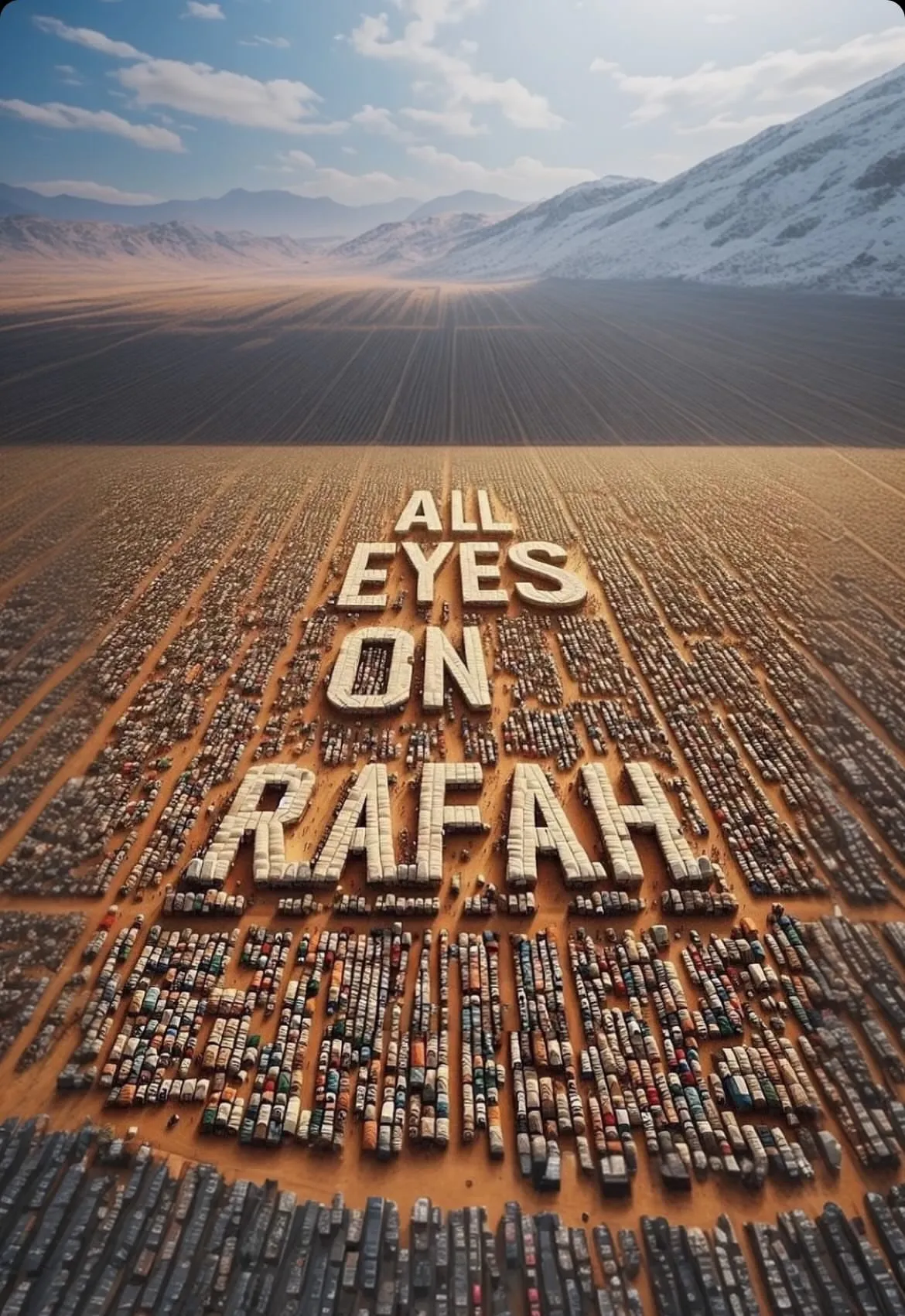
Cette image massivement partagée sur les réseaux sociaux a permis de faire connaître ce slogan.

All eyes on Rafah (Tous les yeux sont tournés vers Rafah en français) est un slogan, symbole du soutien à la cause palestinienne.
Initialement déclarée par Rik Peeperkorn, représentant de l'Organisation mondiale de la santé lors d'un point-presse, l'expression est reprise par plusieurs organisations avant de devenir un cri de ralliement lors de manifestations.
Il devient viral lorsqu'un utilisateur malaisien d'Instagram, @shahv4012, l'intègre à une image générée par une intelligence artificielle et représentant un camp de réfugiés.

## Historique et contexte
En février 2024, Rik Peeperkorn, représentant de l'Organisation mondiale de la santé dans les territoires palestiniens occupés, met en garde contre une éventuelle attaque de la ville de Rafah par Tsahal, l'armée de l'État d'Israël. Il déclare alors lors d'un point-presse que « tous les yeux sont tournés vers Rafah »,,.
Le slogan est repris par plusieurs organisations, dont Americans for Justice in Palestine Action, Jewish Voice for Peace, Oxfam et Palestine Solidarity Campaign ou encore Save the Children,. Il devient également un cri de ralliement lors de manifestations à Paris, Londres, aux Pays-Bas, à New York, à Los Angeles et dans d’autres villes,,,.
La phrase est reprise en image et partagée sur le réseau social Instagram par l'utilisateur @shahv4012, un photographe malaisien, le 27 mai, en réaction à l'offensive sur Rafah.

## Description de l'image
L’image montre, vu du ciel, un immense camp de réfugiés, dont les tentes s’alignent à perte de vue, dans un désert cerclé de montagnes enneigées. Au milieu, des tentes blanches forment le message en lettres capitales, « All Eyes on Rafah » (« Tous les yeux sont tournés vers Rafah »). L'image reprend les codes des affiches de film.
De nombreux articles de presse suggèrent que l'image a été générée par l'intelligence artificielle (IA). Les détails et les contours sont flous, d’autres semblent se répéter et certains éléments de la photo sont dénués de sens,.
Contrairement aux photos représentant habituellement la guerre, elle est dépourvue d'humains et ne donne pas de souffrance à voir.

## Viralité immédiate
L'image commence à circuler sur la plateforme de médias sociaux après l'indignation publique suscitée par la frappe aérienne israélienne sur Rafah qui a tué au moins 45 Palestiniens et blessé 249. Rafah, qui se trouve dans le sud de la bande de Gaza, avait été désignée comme zone humanitaire pour les civils.
L'image devient très rapidement virale. La publication est partagée 30 millions fois en à peine 24 heures et 47 millions de fois en 48 heures,.
De nombreuses personnalités la relaient, dont les actrices Judith Godrèche, Nicola Coughlan, Saoirse-Monica Jackson et Susan Sarandon, l'écrivain Nicolas Mathieu, la youtubeuse Léna Situations, la chanteuse Leigh-Anne Pinnock ou encore la mannequin Bella Hadid. Dans le milieu du sport, on peut noter les footballeurs Kylian Mbappé et Ousmane Dembélé, le pilote de Formule 1 Lewis Hamilton,,,.
L'image devient l'un des symboles du soutien à la cause palestinienne,.

## Réactions et critiques médiatiques
La publications entraîne des réactions contrastées, notamment en raison de l'utilisation de l'intelligence artificielle.

### Critiques de l'intelligence artificielle
Certaines personnes critique l'utilisation de l'IA pour l'image, affirmant qu'elle aseptise la dévastation de Gaza.
L'utilisateur @shahv4012 réagit à ces remarques en publiant un message éphémère d'excuse dans sa story Instagram « Certaines personnes ne sont pas satisfaites de l'image, je m'excuse auprès de vous si j'ai fait une erreur. Quoi qu'il en soit, ne détournez pas les yeux de la situation à Rafah, propagez-la [l'image] pour qu'ils soient ébranlés et effrayés. ». Il publie également d'autres créations visuelles générées par IA qui dénoncent la guerre dans la bande de Gaza.

### Une capacité à mobiliser en contournant les algorithmes
D'autres personnes soulignent son efficacité graphique, reprenant tous les codes. Selon Valérie Gorin, sociologue en communication humanitaire à l'université de Genève, qui intervient sur la RTS, « Cette image donne l'impression, déjà par son titre 'Tous les yeux sur Rafah', que tous les regards vont être braqués sur cette région du monde, comme une sorte de gros œil digital, qui prend les citoyens du monde à témoin de ce qui va se passer prochainement ».
Pour Laurence Allard, journaliste spécialiste des expressions digitales, interrogée par Le Monde, « Cette image représente le « clictivisme », c'est-à-dire qu'on partage une information en un clic avec un vague commentaire, mais on est au degré zéro de l'engagement. On partage un slogan, et un visuel sans forcément y réfléchir, en s'y livrant très peu. C'est un engagement minimal dans lequel on se performe comme une personne qui ressent de la compassion, a minima. »
Sa nature relativement non conflictuelle lui permet en outre de contourner les directives algorithmiques des médias sociaux, ce qui peut expliquer en partie son succès.

### Détournements
Cette viralité entraîne la création d'une vague d'images générées par l'intelligence artificielle, portant des messages pro-israéliens et pro-palestiniens et partagées sur Instagram,. Certains font référence directement à l'original en reprenant ses codes. L'une d'entre elles montre une foule nombreuse épelant en lettres géantes « Ramenez-les à la maison maintenant », en référence aux 125 otages israéliens toujours retenus en captivité à Gaza.